# NGC 401
NGC 401 est une étoile située dans la constellation des Poissons près de la galaxie NGC 403.
L'astronome irlandais Robert Stawell Ball a enregistré la position de cette étoile le 30 décembre 1886.